# Alan Borg
Alan Charles Nelson Borg CBE, KStJ, FSA, FRHistS (nascido em 21 de janeiro de 1942) é um historiador britânico. É ex-diretor do Museu Vitória e Alberto e bibliotecário da Venerabilíssima Ordem do Hospital de São João de Jerusalém.

## Início da vida
Borg nasceu em 21 de janeiro de 1942, filho de Charles John Nelson Borg e Frances Mary Olive Hughes.
Foi educado na Westminster School, onde permanece como diretor ativo e curador da Westminster School Society. De Westminster ele foi para o Brasenose College, Universidade de Oxford, onde obteve o mestrado. Os estudos de pós-graduação o levaram ao Courtauld Institute of Art. A sua tese de doutoramento foi 'Decoração Arquitectónica do Período Românico na Provença', pela qual obteve o doutoramento em 1970. Um livro baseado nela foi publicado em 1972.

## Obras selecionadas
- Borg, Alan (1972) Architectural Sculptures in Romanesque Provence, Clarendon Press, Oxford ISBN 9780198171928
- Borg, Alan (1979) Arms and Armour in Britain, HMSO, London ISBN 9780116705761
- Borg, Alan (1991) War Memorials: From Antiquity to the Present, Leo Cooper London ISBN 9780850523638
- Coke, David and Borg, Alan (2011) Vauxhaul Gardens: A History, Yale University Press, London ISBN 9780300173826
- Borg, Alan (2005) The History of the Worshipful Company of Painters, Otherwise Painter-stainers, Jeremy Mills, Huddersfield ISBN 9781905217052